# Brendlorenzen
Brendlorenzen è un sobborgo di Bad Neustadt an der Saale nel distretto della Bassa Franconia in Baviera, Germania.

## Storia

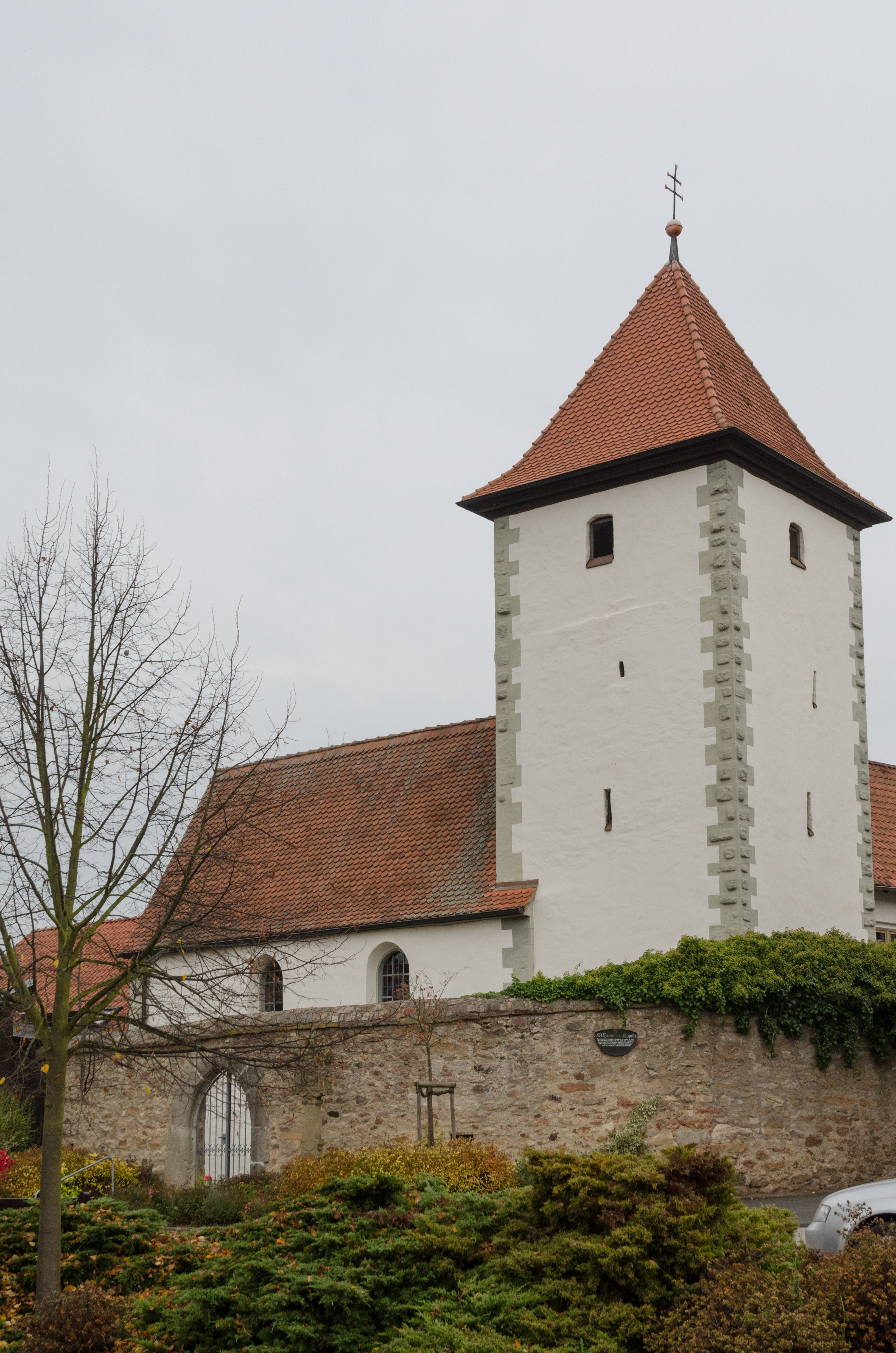
Cappella di San Lorenzo.

Anticamente era diviso in due diversi villaggi chiamati Brend e Lorenzen. 
A Lorenzen è presente l'antica cappella dedicata a San Lorenzo. Il nome Brend deriva dall'affluente omonimo che si trova nel territorio.

## Monumenti e luoghi d'interesse

### Architetture religiose
- Chiesa parrocchiale di San Giovanni Battista
- Cappella di San Lorenzo